# 港南台駅
港南台駅（こうなんだいえき）は、神奈川県横浜市港南区港南台三丁目にある、東日本旅客鉄道（JR東日本）根岸線の駅である。駅番号はJK 03。

## 歴史
当初の計画では根岸線は当駅の南方を通ることとされており、この駅も設置される予定はなかった。しかし根岸線のルートを北側にずらす必要が生じ、港南台付近を住宅地として開発していた日本住宅公団との話し合いの結果、ルートの変更を公団が受け入れる代わりにこの駅の設置が決定された。
駅の設置にかかわる費用については根岸線の磯子以南を建設した日本鉄道建設公団と日本住宅公団が共に負担することとなり、また鉄道が新しい住宅地内での往来を遮断することがないように、本来は切り通し内を走らせることで対応するはずだった線路を、駅構内に港南台トンネルなどを建設のうえ、その中に通すなどの配慮もあった。

### 年表
- 1966年（昭和41年）8月9日：根岸線第2期工事（磯子 ‐ 大船間）の許可が下りる[5]。
- 1973年（昭和48年）4月9日：国鉄根岸線 洋光台駅 - 大船駅間の開通時[6]に開業[1]。
- 1987年（昭和62年）4月1日：国鉄分割民営化により、JR東日本の駅となる[1]。
- 1994年（平成6年）3月8日：自動改札機を設置[7]。
- 2001年（平成13年）11月18日：ICカード「Suica」供用開始。
- 2022年（令和4年）8月25日：みどりの窓口の営業を終了[8][9]。
- 2025年（令和7年）度：スマートホームドアの使用を開始（予定）[10]。

### 駅名の由来
日本住宅公団が区画整理事業者として駅周辺を「港南台」の名で開発していたため、その通称から採ったもの。開業当時の所在地名は港南区日野町であった。建設中の仮称は「湘南日野駅」とされていた。

## 駅構造
開業時から島式ホーム1面2線を持ち橋上駅舎を備える。ホームは切通しの底にあり、うち洋光台方の半分は港南台トンネル（延長およそ105メートル）の内部に入っている。
業務委託駅（JR東日本ステーションサービス委託）である。ただし、お客さまサポートコールシステムが導入されており、早朝は遠隔対応のため改札係員は不在となる。また、多機能券売機と指定席券売機が設置されている。

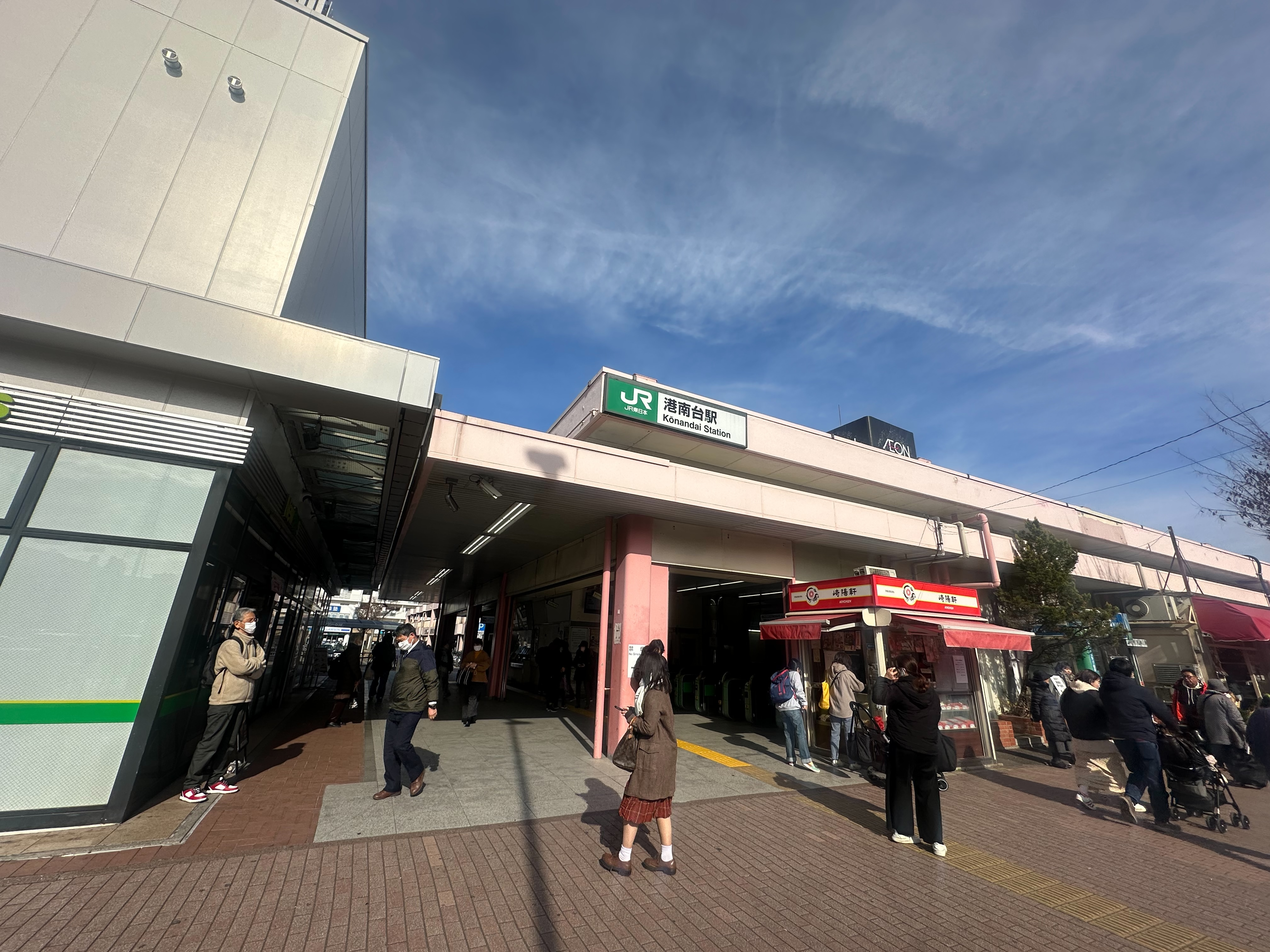
本駅舎（2024年12月）

大船駅が当駅を管理している。JRの特定都区市内制度における「横浜市内」の駅である。

### のりば
| 番線 | 路線   | 方向 | 行先                         | 備考           |
| ---- | ------ | ---- | ---------------------------- | -------------- |
| 1    | 根岸線 | 南行 | 本郷台・大船方面             |                |
| 2    | 根岸線 | 北行 | 洋光台・横浜・東京・大宮方面 | 京浜東北線直通 |
| 2    | 横浜線 | -    | 新横浜・町田・八王子方面     | 朝晩のみ運転   |

（出典:JR東日本：駅構内図）

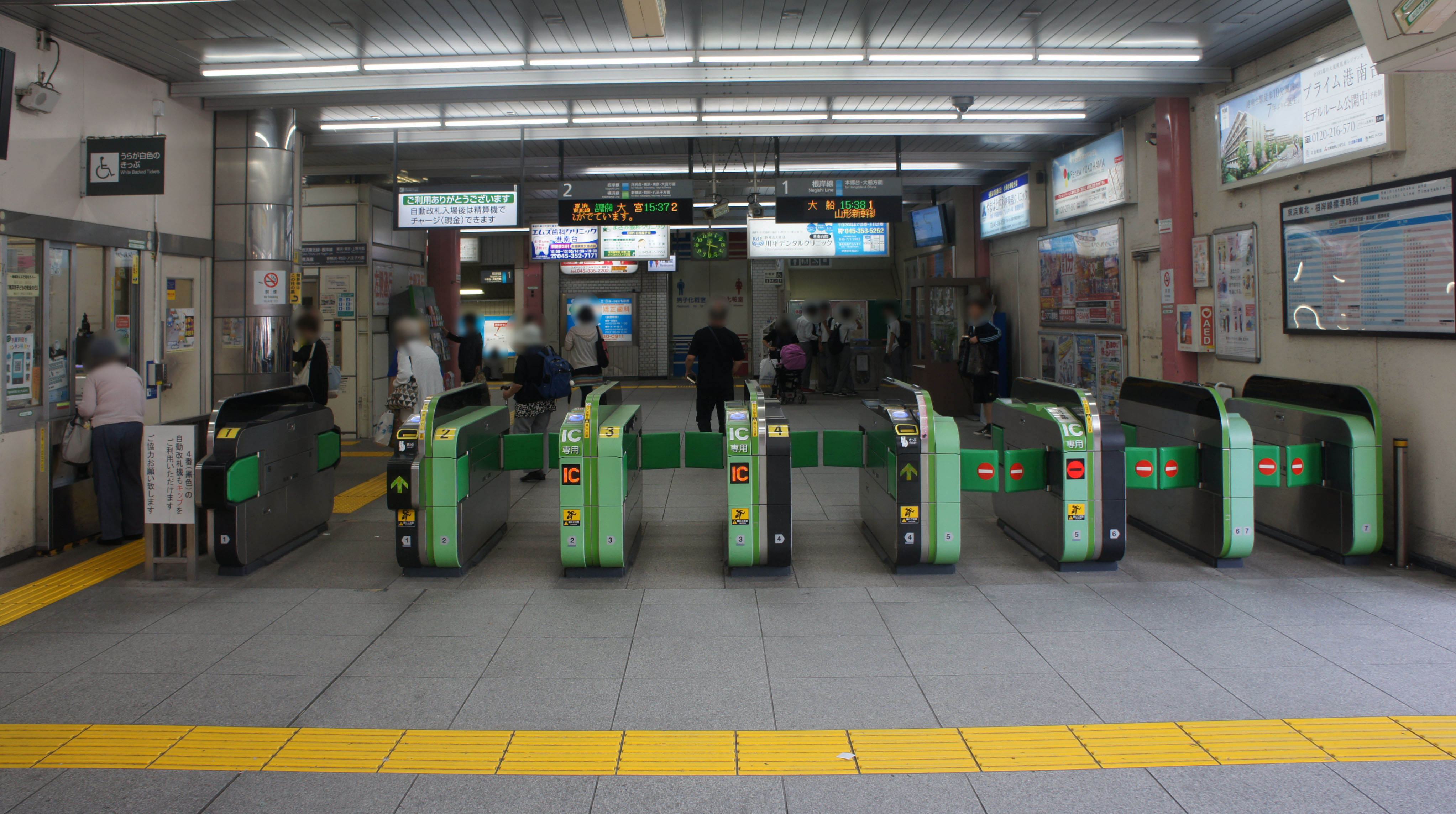
改札口（2019年6月）
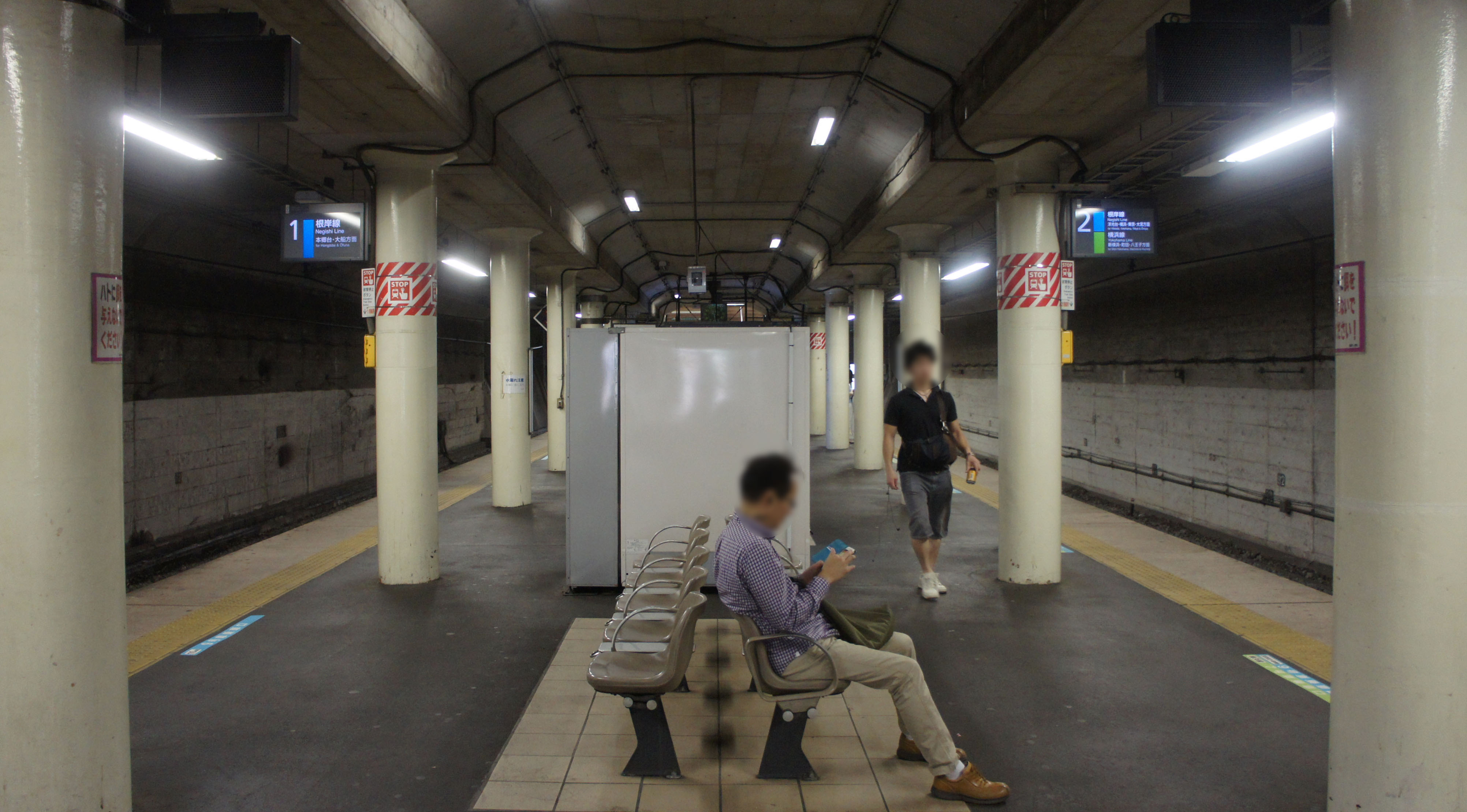
ホーム（2019年6月）

## 利用状況
2023年度（令和5年度）の1日平均乗車人員は27,788人である。
1991年度（平成3年度）以降の1日平均乗車人員は下記の通り。
| 年度               | 1日平均 乗車人員 | 出典       |
| ------------------ | ---------------- | ---------- |
| 1991年（平成03年） | 38,925           |            |
| 1992年（平成04年） | 39,816           |            |
| 1993年（平成05年） | 40,496           |            |
| 1994年（平成06年） | 40,547           |            |
| 1995年（平成07年） | 40,495           | [ 統計 2 ] |
| 1996年（平成08年） | 40,908           |            |
| 1997年（平成09年） | 40,063           |            |
| 1998年（平成10年） | 39,184           | [ * 1 ]    |
| 1999年（平成11年） | 38,289           | [ * 2 ]    |
| 2000年（平成12年） | 37,403           | [ * 2 ]    |
| 2001年（平成13年） | 36,722           | [ * 3 ]    |
| 2002年（平成14年） | 36,203           | [ * 4 ]    |
| 2003年（平成15年） | 35,847           | [ * 5 ]    |
| 2004年（平成16年） | 35,069           | [ * 6 ]    |
| 2005年（平成17年） | 34,983           | [ * 7 ]    |
| 2006年（平成18年） | 34,878           | [ * 8 ]    |
| 2007年（平成19年） | 34,705           | [ * 9 ]    |
| 2008年（平成20年） | 34,648           | [ * 10 ]   |
| 2009年（平成21年） | 33,752           | [ * 11 ]   |
| 2010年（平成22年） | 33,248           | [ * 12 ]   |
| 2011年（平成23年） | 33,307           | [ * 13 ]   |
| 2012年（平成24年） | 33,103           | [ * 14 ]   |
| 2013年（平成25年） | 33,377           | [ * 15 ]   |
| 2014年（平成26年） | 31,807           | [ * 16 ]   |
| 2015年（平成27年） | 32,136           | [ * 17 ]   |
| 2016年（平成28年） | 32,279           | [ * 18 ]   |
| 2017年（平成29年） | 32,157           | [ * 19 ]   |
| 2018年（平成30年） | 32,098           | [ * 20 ]   |
| 2019年（令和元年） | 31,683           | [ * 21 ]   |
| 2020年（令和02年） | 24,413           |            |
| 2021年（令和03年） | 25,803           |            |
| 2022年（令和04年） | 26,954           |            |
| 2023年（令和05年） | 27,788           |            |

## 駅周辺
駅前にはバスの発着するロータリーがあり、それを囲むようにしてイオンフードスタイルや港南台バーズなどの大規模商業施設が立ち並んでいる。
- プチール港南台[12]
  - NewDays港南台店
  - VIE DE FRANCE Deli&Loux
  - FACE
- 港南台バーズ
  - そうてつローゼン 港南台店
  - 無印良品
  - UNIQLO
  - ABC MART
  - セリア
- BAR プレジール
- 港南台214ビル
  - 不動産コンサルタント会社・シー・エフ・ネッツ
  - 港南台シネサロン
  - 横浜市港南台行政サービスコーナー
  - 港南台地域ケアプラザ
  - 港南台駅前郵便局
  - UR都市機構神奈川地域支社横浜南住宅管理センター
  - 横浜銀行港南台支店
  - 三井住友銀行港南台支店
  - 浜銀TT証券港南台支店
  - JA横浜港南台支店
  - 東京個別指導学院港南台教室
  - 東進衛星予備校港南台214ビル校
- イオンフードスタイル港南台店
- 港南台駅前プラザ
  - 三井住友信託銀行港南台支店
- 恩賜財団済生会横浜市南部病院
- 港南台病院
- 三菱UFJ銀行港南台支店
- 東京スター銀行港南台支店ファイナンシャル・ラウンジ
- tvkハウジングプラザ港南台
- ハックドラッグ
- フィットネス&スパ ココカラ港南台
- 港南台タウンカフェ
- 港南プール
- 横浜市老人福祉センター蓬莱荘
- 円海山
- 横浜自然観察の森
- 瀬上市民の森
- 横浜市港南台北公園こどもログハウス どんぐりハウス
- 神奈川県道21号横浜鎌倉線（鎌倉街道）
- 横浜市道舞岡上郷線
- 環状3号線
- 横浜横須賀道路
  - 港南台インターチェンジ
  - 日野インターチェンジ
- 港南台中央公園
- 港南台西公園
- 港南台南公園
- 港南台北公園
- 横浜女子短期大学
- 横浜市病院協会看護専門学校
- 山手学院中学校・高等学校
- 神奈川県立横浜栄高等学校
- 神奈川県立横浜明朋高等学校
- 鹿島学園高等学校横浜港南台キャンパス
- 横浜市立港南台第一中学校
- 横浜市立日野南中学校
- 横浜市立港南台第一小学校
- 横浜市立港南台第二小学校
- 横浜市立港南台第三小学校
- 横浜市立小坪小学校
- 横浜市立港南台ひの特別支援学校
- オーケー 港南台店
- ロピア 港南台店

## バス路線

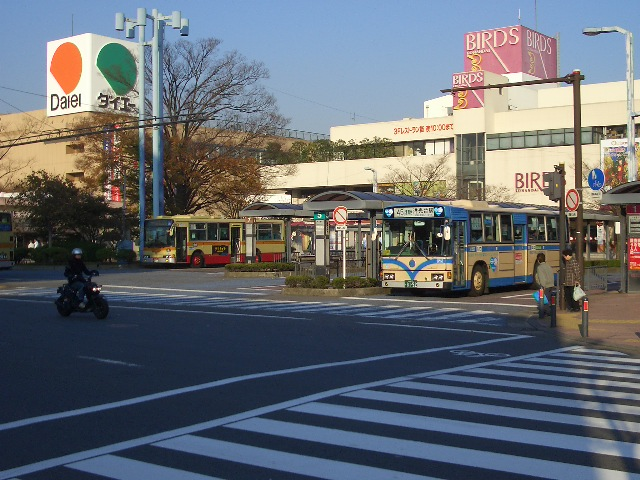
バスターミナル（2004年11月）

| のりば   | 運行事業者     | 系統・行先 | 備考                                     |
| 路線バス | 路線バス       | 路線バス | 路線バス                                 |
| -------- | -------------- | --- | ---------------------------------------- |
| 1        | 神奈川中央交通 | - 港31・港33・港83：桂台中央 - 港39：本郷車庫 - 港81・港82：港南台循環 - 港84・港90：北桂台 - 港87・港88：（循環）港南台駅 - 港93：みどりが丘東 | 「港31」「港39」「港84」は土曜・休日運休 |
| 2        | 神奈川中央交通 | - 港35・港85：庄戸 - 港36・港37・港86：上郷ネオポリス - 港40：栄プール - 港55：庄戸循環                                                         | 「港85」「港86」は土曜・休日運休         |
| 3        | 横浜市営バス   | - 45：洋光台駅 - 111：上大岡駅 |                                          |
| 4        | 横浜市営バス   | 45：京急ニュータウン・上永谷駅 / 野庭中央公園                                                                                                   |                                          |
| 5        | 横浜市営バス   | 64：磯子駅 |                                          |
| 5        | 神奈川中央交通 | - 上32・港95：上大岡駅 - 港61：横浜駅東口 | 「港95」は土曜・休日運休                 |
| 6        | 横浜市営バス   | - 108：港南車庫 - 217：（循環）港南台駅 |                                          |
| 7        | 神奈川中央交通 | 138：本郷台駅 |                                          |

## その他
- 港南台地区のキャッチコピー「野鳥のさえずる街、港南台」に因み、1990年頃から1998年7月頃まで、電車の接近を知らせる放送（いわゆる接近メロディ）に鳥の鳴き声が使用されていた。
  - 1番線（南行） - ホトトギスの鳴き声
  - 2番線（北行） - カッコウの鳴き声

## 隣の駅
東日本旅客鉄道（JR東日本）
 根岸線
■快速・■■各駅停車
洋光台駅 (JK 04) - 港南台駅 (JK 03)  - 本郷台駅 (JK 02)

### 記事本文
1. 1 2 3  石野哲 編『停車場変遷大事典 国鉄・JR編』 II（初版）、JTB、1998年10月1日、80頁。ISBN 978-4-533-02980-6。
2. 1 2  事業エリアマップ - JR東日本ステーションサービス.2021年9月14日閲覧
3. 1 2 3  “駅の情報（港南台駅）：JR東日本”.   東日本旅客鉄道. 2023年11月22日時点のオリジナルよりアーカイブ。2023年11月23日閲覧。
4. ↑  日本鉄道建設公団東京支社編『根岸線工事記録』、日本鉄道建設公団東京支社、1974年、p.7
5. ↑  磯子区歴史年表　昭和21年～45年　磯子区総務部
6. ↑  磯子区歴史年表　昭和46年～平成10年 磯子区総務部
7. ↑  「JR年表」『JR気動車客車編成表 '94年版』ジェー・アール・アール、1994年7月1日、187頁。ISBN 4-88283-115-5。
8. ↑  “駅の情報（港南台駅）：JR東日本”.   東日本旅客鉄道. 2022年7月20日時点のオリジナルよりアーカイブ。2022年7月20日閲覧。
9. ↑  “「2022年度駅業務執行体制の再構築について」提案を受ける! ①” (PDF).   JR東労組横浜地本 (2022年5月2日). 2022年5月3日時点のオリジナルよりアーカイブ。2022年5月3日閲覧。
10. ↑  『2025年度のホームドア整備計画について』（PDF）（プレスリリース）東日本旅客鉄道、2025年3月3日。2025年3月3日閲覧。
11. ↑  港南台バーズ「港南台の歴史（港南台駅開業まで）」
12. ↑  プチール港南台（駅ビルポータルサイト「駅パラ」）

### 利用状況
JR東日本の統計データ
1. ↑  横浜市統計書 - 横浜市
2. ↑  線区別駅別乗車人員（1日平均）の推移 - 18ページ

JR東日本の2000年度以降の乗車人員
1. ↑  各駅の乗車人員（2000年度） - JR東日本
2. ↑  各駅の乗車人員（2001年度） - JR東日本
3. ↑  各駅の乗車人員（2002年度） - JR東日本
4. ↑  各駅の乗車人員（2003年度） - JR東日本
5. ↑  各駅の乗車人員（2004年度） - JR東日本
6. ↑  各駅の乗車人員（2005年度） - JR東日本
7. ↑  各駅の乗車人員（2006年度） - JR東日本
8. ↑  各駅の乗車人員（2007年度） - JR東日本
9. ↑  各駅の乗車人員（2008年度） - JR東日本
10. ↑  各駅の乗車人員（2009年度） - JR東日本
11. ↑  各駅の乗車人員（2010年度） - JR東日本
12. ↑  各駅の乗車人員（2011年度） - JR東日本
13. ↑  各駅の乗車人員（2012年度） - JR東日本
14. ↑  各駅の乗車人員（2013年度） - JR東日本
15. ↑  各駅の乗車人員（2014年度） - JR東日本
16. ↑  各駅の乗車人員（2015年度） - JR東日本
17. ↑  各駅の乗車人員（2016年度） - JR東日本
18. ↑  各駅の乗車人員（2017年度） - JR東日本
19. ↑  各駅の乗車人員（2018年度） - JR東日本
20. ↑  各駅の乗車人員（2019年度） - JR東日本
21. ↑  各駅の乗車人員（2020年度） - JR東日本
22. ↑  各駅の乗車人員（2021年度） - JR東日本
23. ↑  各駅の乗車人員（2022年度） - JR東日本
24. ↑  各駅の乗車人員（2023年度） - JR東日本

神奈川県県勢要覧
1. ↑  平成12年 - 220ページ
2. 1 2  平成13年 (PDF)  - 222ページ
3. ↑  平成14年 (PDF)  - 220ページ
4. ↑  平成15年 (PDF)  - 220ページ
5. ↑  平成16年 (PDF)  - 220ページ
6. ↑  平成17年 (PDF)  - 222ページ
7. ↑  平成18年 (PDF)  - 222ページ
8. ↑  平成19年 (PDF)  - 224ページ
9. ↑  平成20年 (PDF)  - 228ページ
10. ↑  平成21年 (PDF)  - 238ページ
11. ↑  平成22年 (PDF)  - 236ページ
12. ↑  平成23年 (PDF)  - 236ページ
13. ↑  平成24年 (PDF)  - 232ページ
14. ↑  平成25年 (PDF)  - 234ページ
15. ↑  平成26年 (PDF)  - 236ページ
16. ↑  平成27年 (PDF)  - 236ページ
17. ↑  平成28年 (PDF)  - 244ページ
18. ↑  平成29年 (PDF)  - 236ページ
19. ↑  平成30年 (PDF)  - 220ページ
20. ↑  平成31年 (PDF)  - 220ページ
21. ↑  令和2年 (PDF)  - 220ページ